# Совершенная петля
Соверше́нная петля́ (англ. Angler’s Loop — «петля удильщика») — фиксированная рыболовная петля. Узел — прост, надёжен, не скользит на синтетической рыболовной леске. Применяют (как свидетельствует английское название Angler’s Loop) в рыболовстве при прикреплении рыболовного крючка к леске. Также для крепления резиновых канатов при банджи-джампинге. Под нагрузкой петля очень плотно затягивается и её трудно развязать. Использовали с XVII века, завязывали леской, произведённой из кишок.

## Способ завязывания

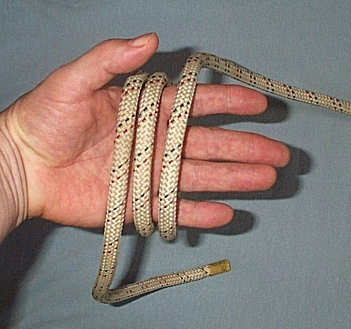
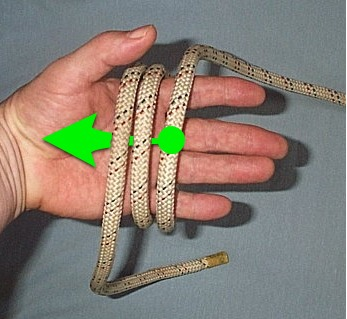
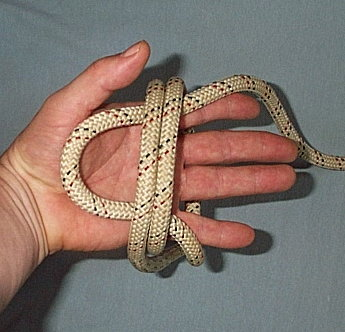
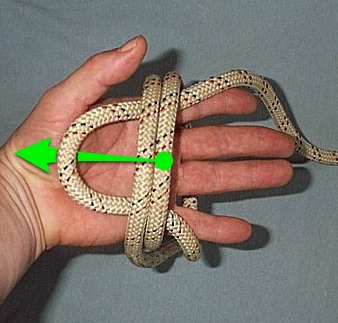
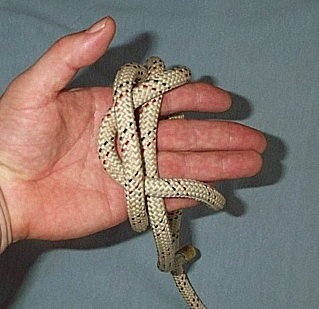
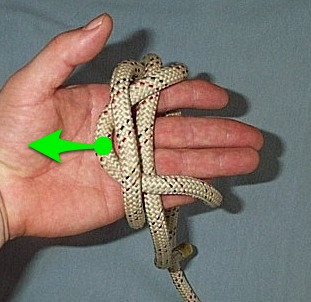
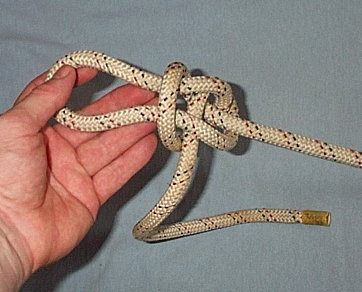

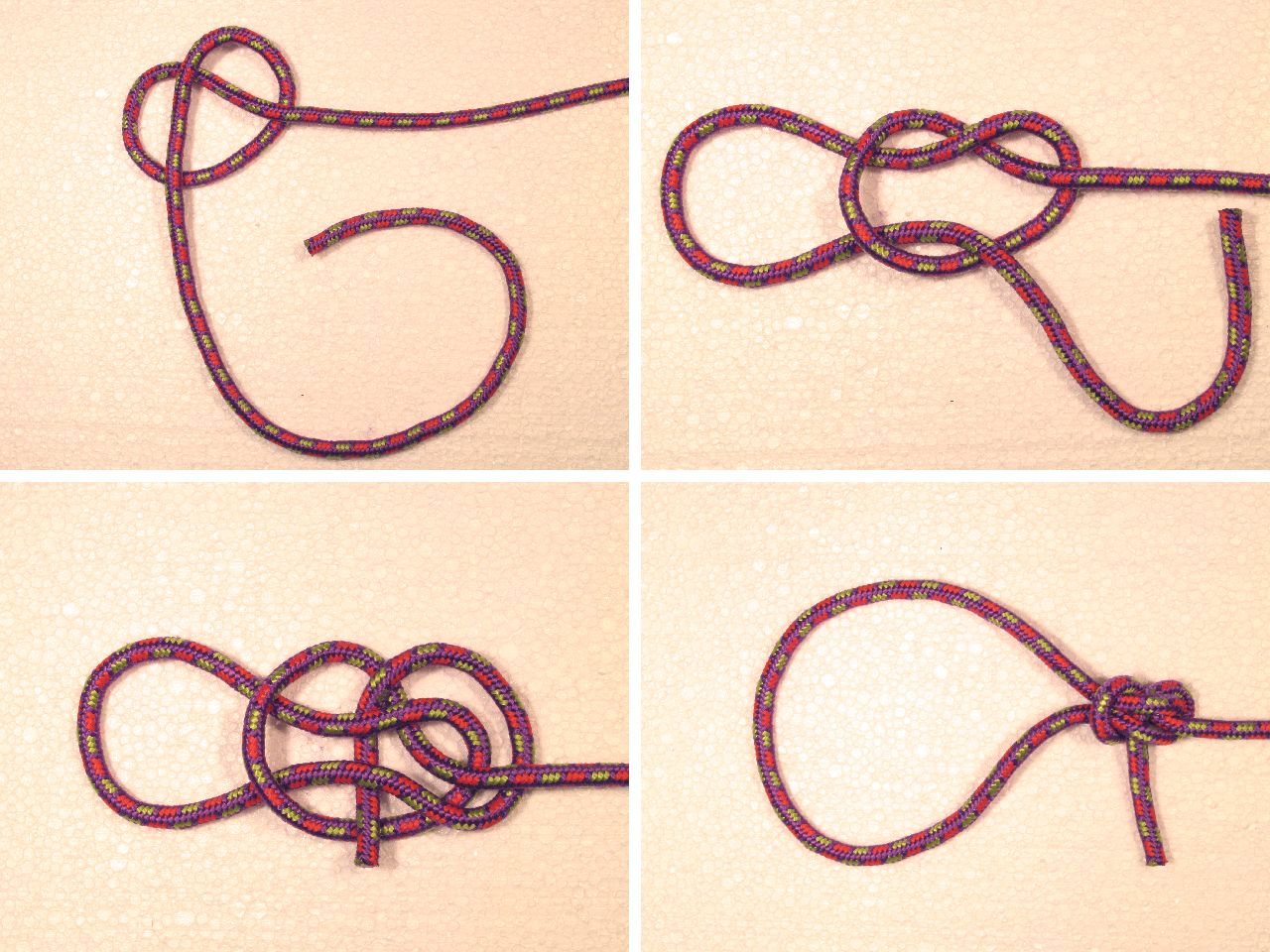
Один из методов завязать совершенную петлю

Существуют несколько способов завязывания:
- Завязать на пальцах. Получают петлю
- Последовательный способ, который позволяет привязать леску к чему-либо — завязать простой узел на коренном конце верёвки; обнести ходовой конец вокруг чего-либо; вставить ходовой конец в простой узел; вставить ходовой конец под концы петли; затянуть